# Nocticola pheromosa
Nocticola pheromosa — вид тарганів родини Nocticolidae. Ендемік Сінгапуру. Описаний у 2023 році. 

## Назва
Вид названо на честь покемона Феромози. Феромоза зовні схожий на антропоморфного таргана жіночої статті. Належав до ультразвірів. Вони можуть рухатися з надзвичайно високою швидкістю та виділяти феромони, які змушують будь-яку істоту поблизу захоплюватися ними. 